# 아카풀코, 쿠에르포 이 알마
《아카풀코, 쿠에르포 이 알마》(스페인어: Acapulco, cuerpo y alma)은 1995년 방영된 멕시코의 텔레노벨라이다.